# Сушкі
Сушкі (пол. Suszki, нім. Dürrkunzendorf) — село в Польщі, у гміні Болеславець Болеславецького повіту Нижньосілезького воєводства.
Населення — 300 осіб (2011).
У 1975-1998 роках село належало до Єленьоґурського воєводства.

## Демографія
Демографічна структура станом на 31 березня 2011 року:
|          | Загалом | Допрацездатний вік | Працездатний вік | Постпрацездатний вік |
| -------- | ------- | ------------------ | ---------------- | -------------------- |
| Чоловіки | 152     | 38                 | 103              | 11                   |
| Жінки    | 148     | 34                 | 85               | 29                   |
| Разом    | 300     | 72                 | 188              | 40                   |